# ノッティングヒルの恋人
『ノッティングヒルの恋人』（ノッティングヒルのこいびと、Notting Hill）は、1999年のイギリスのロマンティック・コメディ映画。ロジャー・ミッシェル監督、リチャード・カーティス脚本。出演はジュリア・ロバーツとヒュー・グラントなど。
ロンドン西部のノッティング・ヒルを舞台に、冴えない書店主とハリウッド女優の恋愛を描く。人気俳優陣の出演もあり、今なおとても人気の高いラブ・ストーリー。

## ストーリー
バツイチの冴えない男ウィリアムは、ロンドン西部のノッティング・ヒルで旅行書専門の書店を営んでいる。大して儲かっていないその店に、ある日どこかで見たような女性が訪れる。それはハリウッドのスター女優、アナだった。本を買ったアナは微笑んで店を去るが、そのすぐ後に飲み物を買いに出たウィリアムと街角で衝突、アナの服がオレンジジュースで汚れてしまう。うろたえたウィリアムは近くの自分のアパートに行って服を着替えてもらい、アナは不器用ながらも誠実さをウィリアムに感じる。
数日後にアナが「連絡をください」というので高級ホテル「リッツ・ロンドン」に向かったウィリアムは、新作映画のキャンペーンであったものの雑誌の記者になりすましてアナとの再会に成功。妹ハニーの誕生会に誘う。集まった人々は驚きながらも、自然に振舞う。ごく普通の家族と友人たちのパーティーでしかないが、アナはこれまでの女優人生では得られなかった安らぎを覚え、ウィリアムに惹かれていく。ある日のデートでアナのホテルに招かれたウィリアムは、別れたはずのアナの恋人であるハリウッドスターと鉢合わせ、ホテルの従業員扱いをされてしまう。住む世界の違いを感じたウィリアムは、思いを引きずりながらも身を引く。
半年後、女優として成功する以前のヌード写真を新聞でスキャンダルされ落胆していたアナはウィリアムの家を訪れ、甘い週末をすごす。ところが同居している友人スパイクの一言でマスコミが家に押し掛け、大スターのアナは去っていった。
1年後に撮影でロンドンを訪れたアナはウィリアムの本屋を訪れ、一人の女性として愛を告白。ウィリアムは身分が違いすぎると別れを告げる。いつもの知人の皆が慰める中でスパイクだけが「お前はなんて馬鹿な男なんだ」と発破をかける。意を決したウィリアムは、アメリカに戻るアナを追ってリッツ・ロンドンに向かうが既にチェックアウト済であった。しかし知人らの活躍もありサヴォイ・ホテルで行われていたアナの記者会見にたどり着き、再び奇跡を起こす。

## 登場人物
アナ・スコット
演 - ジュリア・ロバーツ
ハリウッドのスター女優。役作りのためにロンドンに来た。
ウィリアム・タッカー
演 - ヒュー・グラント
旅行書専門の書店の店長。物静かで穏やかな性格だが何かと間が悪く今まで散々不幸に合ってきた。かつて結婚していたが妻に別の男と駆け落ちされてバツイチになった。
スパイク
演 - リス・エヴァンス
ウィリアムの同居人。芸術家でかなりの変人。だらしない性格でウィリアムも手を焼いている。
ベラ
演 - ジーナ・マッキー
ウィリアムの友人。弁護士だが過去に事故にあって車椅子。
マックス
演 - ティム・マッキナリー
ベラの夫でウィリアムの友人。料理好きだがまずいと評判。
ハニー
演 - エマ・チャンバース
ウィリアムの妹。
バーニー
演 - ヒュー・ボネヴィル
ウィリアムの友人。
マーティン
演 - ジェームズ・ドレイファス
ウィリアムの店の従業員。こちらもかなりの変人お金がないからハーフサイズのカプチーノを注文したにもかかわらずお代わりにオレンジジュースを注文する。

## キャスト
| 役名                 | 俳優                                        | 日本語吹替 | 日本語吹替   | 日本語吹替 |
| 役名                 | 俳優                                        | ソフト版   | 日本テレビ版 | 機内上映版 |
| -------------------- | ------------------------------------------- | ---------- | ------------ | ---------- |
| アナ・スコット       | ジュリア・ロバーツ                          | 戸田恵子   | 戸田恵子     | 深見梨加   |
| ウィリアム・タッカー | ヒュー・グラント                            | 井上純一   | 井上和彦     | 森田順平   |
| スパイク             | リス・エヴァンス                            | 山路和弘   | 清水明彦     | 石住昭彦   |
| ベラ                 | ジーナ・マッキー                            | 山像かおり | 塩田朋子     |            |
| マックス             | ティム・マッキナリー                        | 斎藤志郎   | 大塚芳忠     | 谷口節     |
| ハニー               | エマ・チャンバース                          | 小林さやか | 雨蘭咲木子   |            |
| バーニー             | ヒュー・ボネヴィル                          | 相沢正輝   | 立木文彦     |            |
| マーティン           | ジェームズ・ドレイファス                    | 中博史     | 岩崎ひろし   |            |
| 12歳の女優           | ミーシャ・バートン                          |            |              |            |
| ジェフ・キング       | アレック・ボールドウィン （クレジットなし） | 田中正彦   | 西凜太朗     | 乃村健次   |

- ソフト版： VHS・DVD収録（ユニバーサル盤DVD・BD未収録）

声の出演その他：伊藤栄次、金野恵子、宝亀克寿、田原アルノ、岩崎ひろし、稲葉実、吉田美保、児玉孝子
プロデューサー：後町多香（松竹株式会社）、演出：高橋剛、翻訳：中島多恵子、録音・調整：滝沢康、制作：プロセンスタジオ
- 日本テレビ版：初回放送 2001年12月7日『金曜ロードショー』

声の出演その他：有本欽隆、麦人、宮寺智子、ブラボー小松、斎藤志郎、宮内敦士、廣田行生、大前茜、横堀悦夫、石住昭彦、水原リン、望木祐子、高森奈緒、岩松廉
演出：木村絵理子、翻訳：佐藤恵子、調整：高久孝雄、効果：サウンドボックス、制作：東北新社
- 機内版：制作：ACクリエイト[3]

## 主題歌
- 「She」エルヴィス・コステロ
  - シャルル・アズナヴールが1974年に作曲・歌唱した楽曲のカバー。イギリスの連続テレビドラマ『女の七つの顔』の主題歌としてヒット。イギリスではチャートの1位を記録した。アズナヴール版の邦題は『忘れじのおもかげ』。

## メモ
ウィリアムが住んでいた青いドアの家は、以前リチャード・カーティスが住んでいた所。有名な青いドアは実際にあったが、現在はない。映画の公開後に、家を見に来る人があまりに多く、またペンキを剥がして持っていく不届きな人もいたので、嫌気がさした家主がオークションにかけて売ってしまったという。

## 作品の評価
Rotten Tomatoesによれば、批評家の一致した見解は「適切な材料を使ったロマコメ『ノッティングヒルの恋人』は巧みな話術で語られるラブストーリーに勝るものは存在しないことを証明している。特にヒュー・グラントとジュリア・ロバーツが主演している時は。」であり、100件の評論のうち高評価は83%にあたる83件で、平均点は10点満点中7.07点となっている。
Metacriticによれば、34件の評論のうち、高評価は28件、賛否混在は3件、低評価は3件で、平均点は100点満点中68点となっている。